# São Julião da Figueira da Foz
São Julião de Figueira da Foz est une ancienne paroisse civile portugaise (en portugais : freguesia) de la municipalité de Figueira da Foz dans le district et la région de Coimbra.
Elle correspond au centre historique de Figueira da Foz, à l'embouchure du Mondego.
Dans le cadre de la réforme territoriale de 2012-2013, la paroisse de São Julião de Figueira da Foz est intégrée au territoire de Buarcos, qui deviendra Buarcos e São Julião en 2015.